# Lista de faróis de Portugal
Esta é uma lista dos principais faróis de Portugal, por ordem alfabética.

## Continente
- Farol de Alfanzina
- Facho de Árvore
- Farol de Aveiro ou da Barra
- Farol da Azeda
- Farol de Azurara
- Farolim de Azurara
- Farol da Berlenga
- Facho da Bonança
- Farol do Bugio
- Farol do Cabo Carvoeiro
- Farol do Cabo Espichel
- Farol do Cabo Mondego
- Farol do Cabo Raso
- Farol do Cabo da Roca
- Farol do Cabo de Santa Maria
- Farol do Cabo de São Vicente
- Farol do Cabo Sardão
- Farol do Cabo de Sines
- Farol de Cacilhas
- Farolim da Cantareira
- Farol do Castelo de Santiago
- Farol da Chibata
- Farol de Esposende
- Farol do Esteiro
- Farolim de Felgueiras
- Farol do Forte da Barra
- Farol do Forte do Cavalo
- Farol da Gibalta
- Farol da Guia
- Farol da Ínsua
- Farol da Lapa
- Farol de Leça ou da Boa Nova
- Farol da Mama
- Farol de Montedor
- Farol da Nazaré
- Farol do Outão
- Farol do Penedo da Saudade
- Farol da Ponta do Altar
- Farol da Ponta da Piedade
- Farol de Regufe ou de São Brás
- Farol de Sagres
- Farol de Santa Catarina
- Farol de Santa Marta
- Farol de São Julião
- Farol de São Miguel-O-Anjo
- Farol da Senhora da Agonia
- Farol da Senhora da Luz
- Farolim das Sobreiras
- Farol da Torre de Belém
- Farolim do molhe norte de Vila do Conde
- Farol de Vila Real de Santo António
- Farol de Vilamoura

## Açores

### Ilha de Santa Maria
- Farol de Gonçalo Velho
- Farol das Formigas
- Farol de Vila do Porto

### Ilha de São Miguel
- Farol da Ponta do Arnel
- Farol de Ponta Garça
- Farol de Varadouro
- Farol de Ponta Delgada
- Farol de Santa Clara
- Farol da Ferraria
- Farol de Rabo de Peixe
- Farol da Ponta do Cintrão

### Ilha Terceira
- Farol da Praia da Vitória
- Farol das Contendas
- Farol de Angra do Heroísmo
- Farol da Serreta

### Ilha Graciosa
- Farol do Carapacho
- Farol do Forte do Santo
- Farol da Ponta da Barca

### Ilha de São Jorge
- Farol da Ponta do Topo
- Farol da Calheta
- Farol do Cais de Velas
- Farol de Velas
- Farol da Ponta dos Rosais

### Ilha do Pico
- Farol da Ponta da Ilha
- Farol da Ponta de São Mateus
- Farol da Madalena

### Ilha do Faial
- Farol da Ribeirinha
- Farol de Horta
- Farol de Vale Formoso
- Farol dos Capelinhos

### Ilha das Flores
- Farol das Lajes
- Farol de Albarnaz

### Ilha do Corvo
- Farol da Ponta Negra
- Farol do Canto da Carneira

## Arquipélago da Madeira

### Ilha do Porto Santo
- Farol do Ilhéu de Cima
- Farol de Porto Santo Molhe Norte
- Farol de Porto Santo Molhe Sul
- Farol do Ilhéu de Ferro

### Ilha da Madeira
- Farol da Ponta de São Lourenço
- Farol do Funchal (molhe)
- Farol de Câmara de Lobos
- Farol da Ribeira Brava
- Farol da Ponta do Pargo
- Farol do Porto Moniz (Ilhéu Mole)
- Farol da Ponta de São Jorge

### Ilhas Desertas
- Farol do Ilhéu Chão
- Farol da Ponta da Agulha

### Ilhas Selvagens
- Farol da Selvagem Grande
- Farol da Selvagem Pequena